# Fort Hamilton Parkway (línea Sea Beach)
Fort Hamilton Parkway es una estación en la línea Sea Beach del Metro de Nueva York de la división A del Interborough Rapid Transit Company. La estación se encuentra localizada en Bay Ridge en Brooklyn entre la Fort Hamilton Parkway y la Calle 62. La estación es servida en varios horarios por los trenes del Servicio .

## Enlaces externos

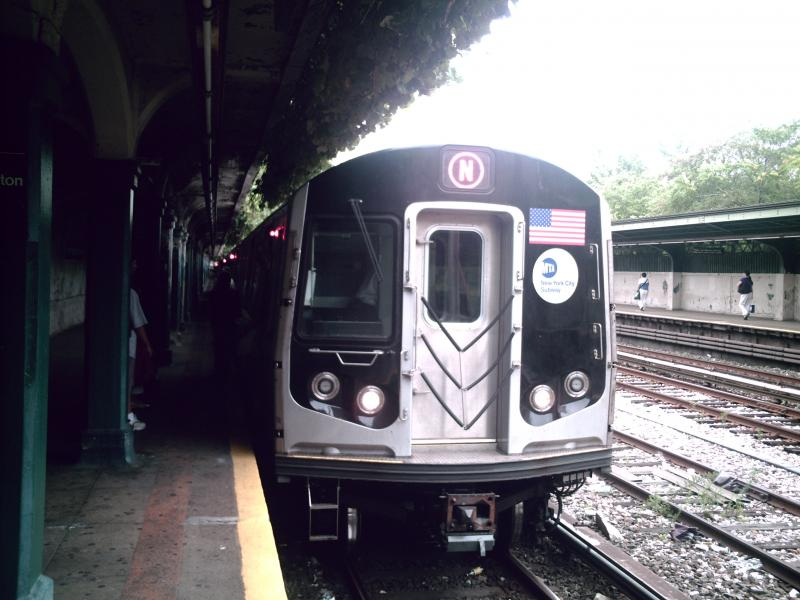
Un tren N

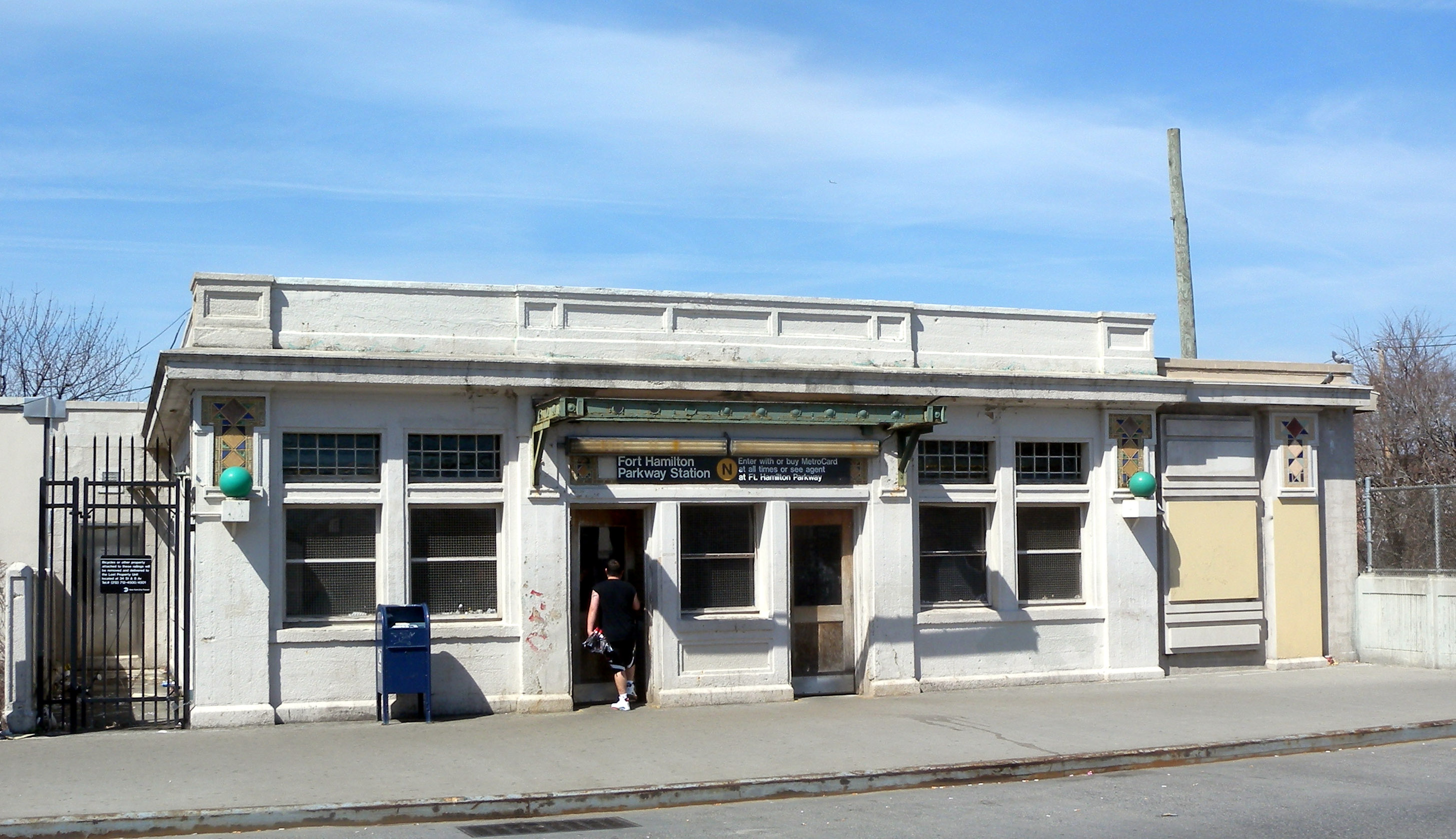
Estación